# I Get Around
Pour les articles homonymes, voir Get et Around.
Singles de The Beach Boys
Fun, Fun, Fun
(1964) When I Grow Up (To Be a Man)
(1964)
Clip vidéo
[vidéo] « The Beach Boys - I Get Around (1964) », sur YouTube
[vidéo] « The Beach Boys - I Get Around - The Ed Sullivan Show (1964) », sur YouTube
I Get Around (Je reste aux alentours, en anglais) est une chanson pop rock-surf rock-doo-wop The Beach Boys, extraite de leur 6e album All Summer Long de 1964. Composée par les membres du groupe Brian Wilson et son cousin Mike Love, ce succès international est leur premier single classé n°1 des hit-parades aux États-Unis, vendu à environ 2 millions d'exemplaires aux États-Unis, et premier top 10 au Royaume-Uni,...
La chanson a reçu le Grammy Hall of Fame Award en 2017.

## Histoire

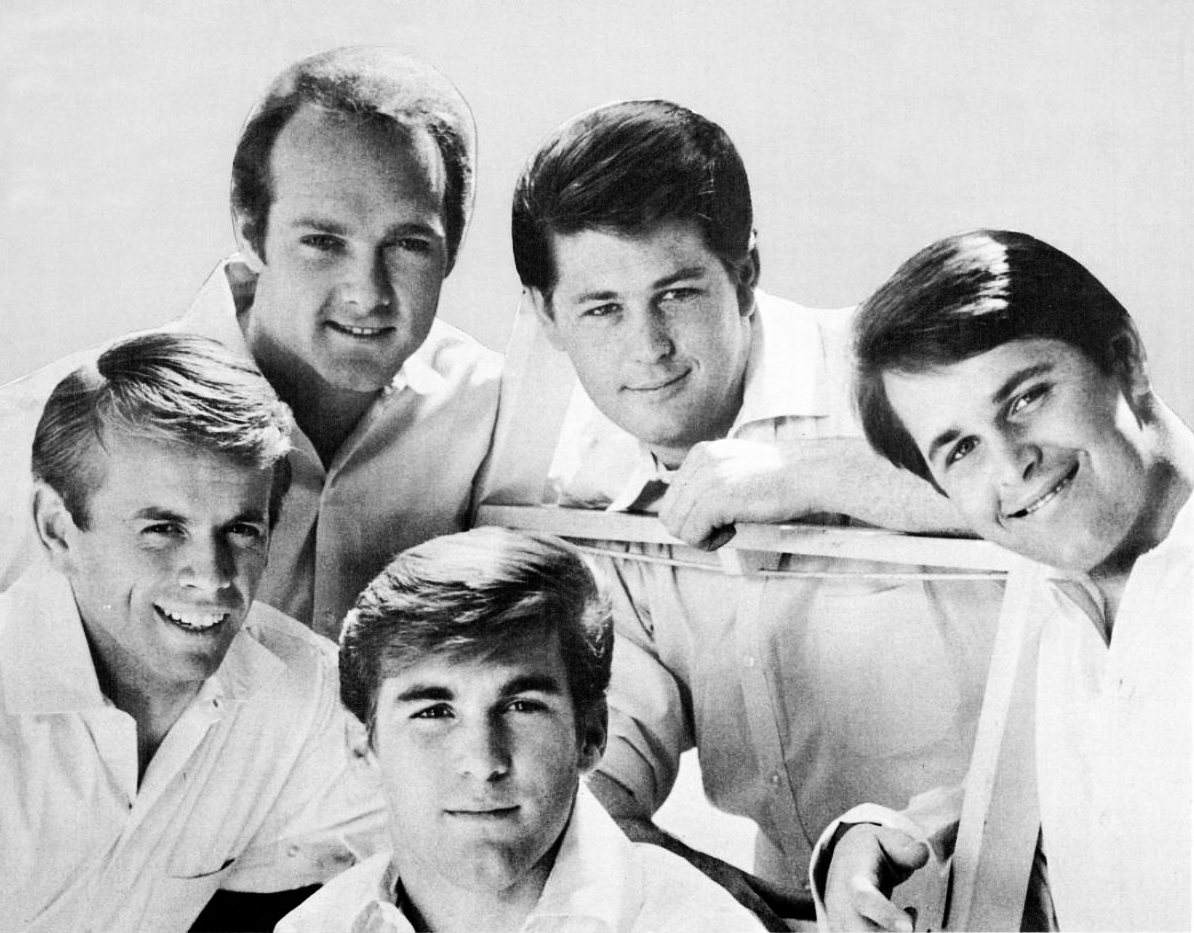
The Beach Boys en 1965

Ce titre de surf music, d'inspiration autobiographique, sur fond de surf culture, doo-wop, et hot rod de Kustom Kulture américaine, est enregistré avec Little Honda (en) chez United Western Recorders (en) d'Hollywood en Californie, avec une introduction a cappella « Je reste aux alentours, j'en ai marre de conduire sur cette même vieille route dans un sens puis dans l'autre, je vais trouver un autre endroit où les jeunes sont branchés, Wah wa ooo... ». The Beach Boys (créés en 1961) entreprennent avec succès leurs premières tournées européenne et mondiale cette même année,. Le titre est réenregistré plusieurs fois, entre autres pour leur album Beach Boys' Party! de 1965, et réédité sur de nombreuses compilations.

## Certifications
| Pays              | Certification | Date       | Unités certifiées |
| ----------------- | ------------- | ---------- | ----------------- |
| États-Unis (RIAA) | Or            | 22/02/1982 | 1 000 000         |
| Royaume-Uni (BPI) | Argent        | 17/07/2020 | 200 000           |

## Au cinéma
- 1984: Surf II (en), de Randall M. Badat.
- 1987 : Good Morning, Vietnam, de Barry Levinson[11].
- 1989 : Allô maman, ici bébé, d'Amy Heckerling.
- 1990 : Deux flics à Downtown, de Richard Benjamin.
- 1997 : Bean, de Mel Smith.
- 1999 : Les Rois du désert, de David O. Russell.
- 2010 : Fantastic Mr. Fox, de Wes Anderson.